# I Love You All the Time
I Love You All the Time är en låt av den amerikanska gruppen Eagles of Death Metal. Den återfinns på albumet "Zipper Down" som utgavs 2015.
Gruppens trummis Josh Homme har uppmanat alla oavsett om man spelar country, metal eller är DJ att göra en cover på låten och där pengarna skall gå till hjälp för alla offren vid terrorattacken på Bataclan i Paris fredagen den 13 november 2015.
Josh Homme har även uppmanat iTunes, Spotify, Amazon och Tidal att efterskänka sin vinst.
Många av artister har släppt sina versioner av låten och den finns bland annat i många live-versioner. Kampanjen kallas Play it Forward. Bland de som gjort inspelningar och som ligger ute på Spotify kan nämnas Florence and the Machine, Kings of Leon, My Morning Jacket, Savages, Ed Harcourt, Liam Lynch, Halestorm med flera.